# Brandon Ingram
Brandon Xavier Ingram (Kinston, 2 settembre 1997) è un cestista statunitense, giocatore nella NBA con i Toronto Raptors.

## Caratteristiche tecniche
Ingram è stato spesso paragonato a Kevin Durant per il fisico simile (molto asciutto, e oggetto di numerose critiche, proprio come avvenne per la superstar degli Houston Rockets) e per la capacità, grazie alle lunghe leve, di tirare contro ogni difensore e di contribuire con stoppate e recuperi alla fase difensiva. È inoltre dotato di ottime abilità di passaggio e gestione della palla, motivo per cui Luke Walton, ex coach dei Lakers, lo schierava spesso come playmaker a Los Angeles. Ha un ottimo tiro da tre e un discreto tiro dalla lunetta.

## College

### Duke (2015-2016)
Riconosciuto come uno dei migliori giocatori liceali dai principali scout, Ingram annuncia il 27 aprile 2015 l'intenzione di aggregarsi ai Duke Blue Devils di coach Mike Krzyzewski. Ingram rivelerà in seguito che avrebbe probabilmente scelto North Carolina se la squadra non fosse stata coinvolta in uno scandalo.
Ingram gioca 36 partite con la maglia di Duke tenendo le medie di 17,3 punti, 6,8 rimbalzi e 2 assist in 35 minuti di media, portando la squadra al torneo NCAA come quarto seed. Duke terminerà la sua corsa alle Sweet 16, eliminata da Oregon, nonostante i 24 punti di Ingram. Vincerà successivamente il premio di Rookie dell'anno della ACC, dichiarandosi poi eleggibile per il Draft NBA 2016.

## NBA

### Los Angeles Lakers (2016-2019)

#### Stagione da rookie (2016-2017)
Dopo aver mostrato al college le sue abilità, Ingram viene selezionato con la seconda chiamata assoluta dai Los Angeles Lakers. Essendo solamente diciottenne al tempo, era il secondo giocatore più giovane dell'intero Draft. Il 23 agosto firma il suo contratto da rookie con la franchigia.
Fa il suo debutto stagionale il 26 ottobre nella vittoria per 120-114 allo Staples Center contro gli Houston Rockets, segnando 9 punti e prendendo 3 rimbalzi in uscita dalla panchina. Giocherà la sua prima partita da titolare il 23 novembre in una sconfitta per 149-106 ad Oakland contro i Golden State Warriors, mettendo a referto 16 punti, 3 rimbalzi e 1 assist. La stagione procede tra alti e bassi, ma Ingram viene comunque convocato per il Rising Star Challenge all'All Star Weekend. Al termine della stagione viene incluso nel secondo quintetto All-Rookie, dopo aver tenuto le medie di 9,4 punti, 4 rimbalzi e 2,1 assist in 29 minuti di utilizzo a partita.

#### Stagione 2017-2018
Ingram partecipa nuovamente alla Summer League, realizzando nella sua prima e unica partita 26 punti, e mostrando un livello di gioco superiore al resto dei giocatori. Durante la stagione Ingram mostra sostanziali miglioramenti in tutte le categorie principali, ritocca il suo career-high in punti (32 contro i Golden State Warriors) e viene nuovamente convocato per il Rising Star Challenge. Termina la stagione giocando 57 partite (a causa di infortuni al collo e all'inguine) con le medie di 16,1 punti, 5,3 rimbalzi e 3,9 assist in 33,5 minuti di gioco.

#### L'arrivo di LeBron James (2018-2019)
Nella offseason i Lakers firmano LeBron James, elevando la squadra allo status di contender. Dopo una buona preseason, Ingram viene confermato titolare nel ruolo di ala piccola. Ad inizio stagione è però costretto a saltare alcune partite per una rissa con Chris Paul e per una distorsione alla caviglia. Migliora poi il suo career-high in assist, realizzandone 11 contro gli Oklahoma City Thunder e quello in punti, con i 36 segnati contro i Philadelphia 76ers. Dopo un ottimo mese di febbraio, Ingram è costretto a terminare in anticipo la sua stagione a causa di una trombosi venosa profonda nel braccio destro, che viene subito rimossa con un intervento di decompressione toracica. Chiude la stagione con 18,3 punti, 5,1 rimbalzi e 3 assist di media a partita, mostrando ancora una volta miglioramenti rispetto all'anno precedente.

### New Orleans Pelicans (2019-2025)
Il 16 giugno 2019, viene scambiato (assieme ai suoi compagni di squadra Lonzo Ball e Josh Hart e alla quarta scelta al Draft 2019) ai New Orleans Pelicans in cambio di Anthony Davis. Lo scambio venne reso ufficiale il 6 luglio seguente. Il 5 novembre 2019 migliora il suo record di punti, realizzandone 40 nella sconfitta per 135-125 contro i Brooklyn Nets. Nella vittoria del 17 gennaio 2020 contro gli Utah Jazz, aggiorna nuovamente il suo record di punti, mettendone a referto 49. Ingram aveva portato in vantaggio i suoi di un punto a 0,2 secondi dalla fine dei tempi regolamentari, prima che Rudy Gobert subisse un fallo e mandasse la partita ai tempi supplementari con un tiro libero.  È diventato un NBA All-Star nel suo primo anno ai Pelicans.
Il 31 agosto viene nominato NBA Most Improved Player, succedendo nello speciale premio a Pascal Siakam e precedendo nella classifica Bam Adebayo e Luka Dončić. Questo premio gli è stato assegnato dopo aver segnato una media di 23,8 punti, 6,1 rimbalzi e 4,2 assist a partita. Dopo essere diventato limited free agent, Ingram ha firmato nuovamente con i Pelicans con un contratto quinquennale da 158 milioni di dollari.
Il 3 dicembre 2021, Ingram ha registrato un record di 12 assist, insieme a 24 punti e otto rimbalzi, in una vittoria per 107-91 sui Dallas Mavericks .  Due giorni dopo, ha segnato un record di 40 punti in una sconfitta per 118-108 contro gli Houston Rockets.  L'11 gennaio 2022, Ingram ha registrato 33 punti e nove assist e la tripla decisiva della vittoria per 128-125 sui Minnesota Timberwolves . Il 19 aprile, durante Gara 2 del primo turno dei playoff, Ingram ha registrato 37 punti, 11 rimbalzi e 9 assist nella vittoria per 125-114 sui Suns. In Gara 4, il 24 aprile, Ingram ha segnato 30 punti nella vittoria per 118–103, pareggiando la serie sul 2–2. New Orleans perde poi la serie con i Phoenix in sei partite nonostante Ingram avesse una media di 27,0 punti, 6,2 rimbalzi e 6,2 assist.
Il 7 giugno, Ingram è stato operato al mignolo destro ed è stato escluso per 6-8 settimane.

### Toronto Raptors (2025-)
Il 6 febbraio 2025 Brandon Ingram lascia i New Orleans Pelicans e viene ceduto ai Toronto Raptors in cambio di Bruce Brown, Kelly Olynyk, una futura scelta al primo giro al Draft 2026 (protetta in top-4) e una futura scelta al secondo giro al Draft del 2031.

## Statistiche

### NCAA
| Anno      | Squadra          | PG | PT | MP   | TC%  | 3P%  | TL%  | RP  | AP  | PRP | SP  | PP   |
| --------- | ---------------- | -- | -- | ---- | ---- | ---- | ---- | --- | --- | --- | --- | ---- |
| 2015-2016 | Duke Blue Devils | 36 | 34 | 34,6 | 44,2 | 41,0 | 68,2 | 6,8 | 2,0 | 1,1 | 1,4 | 17,3 |
| Carriera  | Carriera         | 36 | 34 | 34,6 | 44,2 | 41,0 | 68,2 | 6,8 | 2,0 | 1,1 | 1,4 | 17,3 |

#### Massimi in carriera
- Massimo di punti: 26 (2 volte)[26]
- Massimo di rimbalzi: 14 vs Georgia Southern (15 dicembre 2015)
- Massimo di assist: 4 (3 volte)
- Massimo di palle rubate: 3 (4 volte)
- Massimo di stoppate: 6 vs Virginia Tech (9 gennaio 2016)
- Massimo di minuti giocati: 42 vs Utah (19 dicembre 2015)

### NBA

#### Regular Season
| Anno      | Squadra       | PG  | PT  | MP   | TC%  | 3P%  | TL%  | RP  | AP  | PRP | SP  | PP   |
| --------- | ------------- | --- | --- | ---- | ---- | ---- | ---- | --- | --- | --- | --- | ---- |
| 2016-2017 | L.A. Lakers   | 79  | 40  | 28,8 | 40,2 | 29,4 | 62,1 | 4,0 | 2,1 | 0,6 | 0,5 | 9,4  |
| 2017-2018 | L.A. Lakers   | 59  | 59  | 33,5 | 47,0 | 39,0 | 68,1 | 5,3 | 3,9 | 0,8 | 0,7 | 16,1 |
| 2018-2019 | L.A. Lakers   | 52  | 52  | 33,8 | 49,7 | 33,0 | 67,5 | 5,1 | 3,0 | 0,5 | 0,6 | 18,3 |
| 2019-2020 | N.O. Pelicans | 62  | 62  | 33,9 | 46,3 | 39,1 | 85,1 | 6,1 | 4,2 | 1,0 | 0,6 | 23,8 |
| 2020-2021 | N.O. Pelicans | 61  | 61  | 34,3 | 46,6 | 38,1 | 87,8 | 4,9 | 4,9 | 0,7 | 0,6 | 23,8 |
| 2021-2022 | N.O. Pelicans | 55  | 55  | 34,0 | 46,1 | 32,7 | 82,6 | 5,8 | 5,6 | 0,6 | 0,5 | 22,7 |
| 2022-2023 | N.O. Pelicans | 45  | 45  | 34,2 | 48,4 | 39,0 | 88,2 | 5,5 | 5,8 | 0,7 | 0,4 | 24,7 |
| 2023-2024 | N.O. Pelicans | 64  | 64  | 32,9 | 49,2 | 35,5 | 80,1 | 5,1 | 5,7 | 0,8 | 0,6 | 20,8 |
| 2024-2025 | N.O. Pelicans | 18  | 18  | 33,1 | 46,5 | 37,4 | 85,5 | 5,6 | 5,2 | 0,9 | 0,6 | 22,2 |
| Carriera  | Carriera      | 495 | 456 | 33,0 | 46,8 | 36,3 | 78,8 | 5,2 | 4,3 | 0,7 | 0,6 | 19,5 |
| All-Star  | All-Star      | 1   | 0   | 8,3  | 25,0 | 0,0  | -    | 1,0 | 1,0 | 1,0 | 0,0 | 2,0  |

#### Play-off
| Anno     | Squadra       | PG | PT | MP   | TC%  | 3P%  | TL%  | RP  | AP  | PRP | SP  | PP   |
| -------- | ------------- | -- | -- | ---- | ---- | ---- | ---- | --- | --- | --- | --- | ---- |
| 2022     | N.O. Pelicans | 6  | 6  | 39,3 | 47,5 | 40,7 | 83,0 | 6,2 | 6,2 | 0,7 | 0,3 | 27,0 |
| 2024     | N.O. Pelicans | 4  | 4  | 36,3 | 34,5 | 25,0 | 89,5 | 4,5 | 3,3 | 1,0 | 1,3 | 14,3 |
| Carriera | Carriera      | 10 | 10 | 38,1 | 43,4 | 37,1 | 84,8 | 5,5 | 5,0 | 0,8 | 0,7 | 21,9 |

#### Massimi in carriera
- Massimo di punti: 49 vs Utah Jazz (16 gennaio 2020)[27]
- Massimo di rimbalzi: 15 vs Houston Rockets (26 ottobre 2019)
- Massimo di assist: 13 (2 volte)
- Massimo di palle rubate: 4 (4 volte)
- Massimo di stoppate: 4 vs Memphis Grizzlies (6 febbraio 2021)
- Massimo di minuti giocati: 46 vs Memphis Grizzlies (5 aprile 2023)

## Palmarès
- McDonald's All-American (2015)
- NBA All-Rookie Second Team (2017)
- NBA Most Improved Player Award (2020)
- Convocazioni all'All-Star Game: 1 (2020)